# Henryk Dyrda
Henryk Dyrda (ur. 9 czerwca 1956 w Katowicach) – polski polityk, poseł na Sejm RP II kadencji.

## Życiorys
Ukończył Technikum Mechaniczne w Katowicach w 1977. W 1993 uzyskał mandat posła na Sejm II kadencji. Został wybrany w okręgu katowickim z listy Bezpartyjnego Bloku Wspierania Reform. 31 stycznia 1995 przystąpił do nowo powstałego Parlamentarnego Koła Republikanie, a 8 sierpnia 1996 do koła Nowa Polska. 22 kwietnia 1997 wraz z innymi posłami tego koła przeszedł do Federacyjnego Klubu Parlamentarnego na rzecz AWS.
W Sejmie zasiadał w Komisji Zdrowia, Komisji Nadzwyczajnej do Rozpatrzenia Projektów Ustaw o Powszechnym Ubezpieczeniu Zdrowotnym oraz Projektu Ustawy o Świadczeniach Zdrowotnych Gwarantowanych przez Państwo ze Środków Publicznych, Komisji Przekształceń Własnościowych, Komisji Nadzwyczajnej do Rozpatrzenia Projektów Ustaw Konstytucyjnych o Zmianie Ustawy Konstytucyjnej o Trybie Przygotowania i Uchwalenia Konstytucji Rzeczypospolitej Polskiej oraz w Komisji Konstytucyjnej Zgromadzenia Narodowego.
Pełnił w późniejszych latach funkcję szefa finansów sztabu wyborczego Lecha Wałęsy. Działał m.in. w Lidze Polskich Rodzin. Był prezesem zarządu przedsiębiorstwa Tyskie Drogi Sp. z o.o.
W 2007 przedstawiono mu zarzuty korupcyjne w sprawie tzw. mafii węglowej. W 2011 w pierwszej instancji został uznany za winnego bezprawnego przyjęcia korzyści majątkowej i skazany na karę roku pozbawienia wolności z warunkowym zawieszeniem jej wykonania na okres próby i na karę grzywny.